# 人工颅骨变形

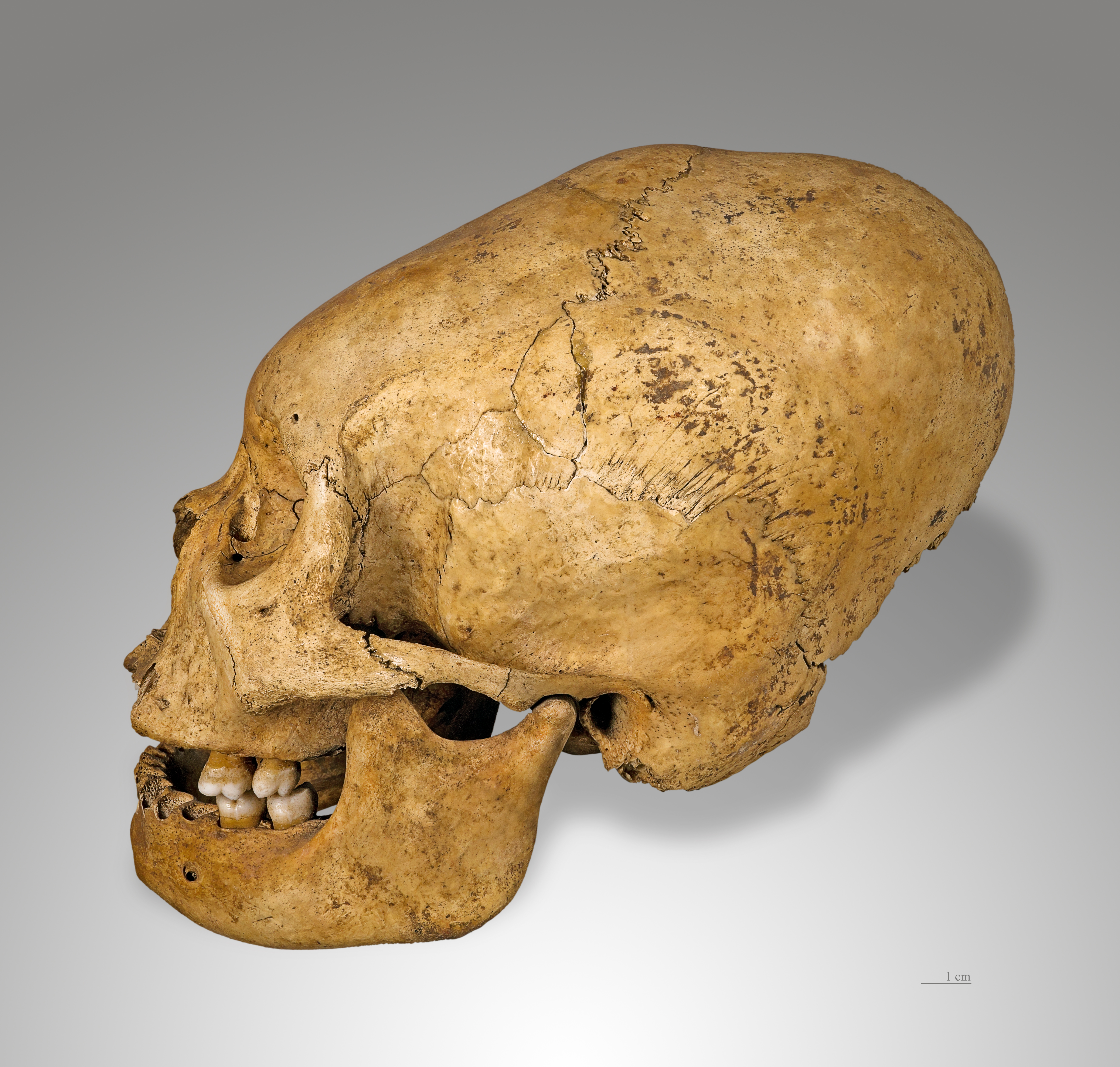
一個被判定為來自原始納斯卡（Proto-Nazca）文明的案例。

人工颅骨变形（英語：Artificial cranial deformation）是人体改造的一种，即通过外力等各种手段非自然地使人的颅骨变形。
新生儿至婴儿期间，头骨尚未定型，略显不规则。此后经过一系列自然成长过程逐渐变得规则，在囟门闭合之后定型。有些民族的文化中，会以自己的审美观点对颅骨形状进行改造。
在古代，颅骨变形改造非常普遍。古代的匈人会对新生儿颅骨进行改造。在欧洲，以克里米亚为中心，在英国、德国、奥地利、匈牙利等国的前基督教时代古墓中，均有发现颅骨改造过的尸体。而在美洲，古代的玛雅人和印加人都普遍存在对颅骨的变形改造，他们用木板将新生儿的头夹起来，或者用布带缠绕起来，使头形变长。
中国大陆部分农村存在着“睡平头”的习俗，即让新生儿躺在书本之类的硬物上，以达到后脑勺扁平、脸骨宽大的效果，这在当地被认为是美的，但在中国其他地区却认为这种头型并不好看。

## 外部連結
- Why early humans reshaped their children's skulls （页面存档备份，存于）
- Mathematical Analysis of Artificial Cranial Deformation （页面存档备份，存于）
- Reconstruction of an Ostrogoth woman from a skull (intentionally deformed), discovered in Globasnitz (Carinthia, Austria) : ,  （页面存档备份，存于）, , , .
- Parents Have Been Reshaping Their Kids’ Skulls for 45,000 Years （页面存档备份，存于）